# 슐레스비히 공국

슐레스비히 공국의 국장

슐레스비히(독일어: Schleswig, 덴마크어: Slesvig 슬레스비[*])는 현재의 독일과 덴마크 사이에 걸쳐 있는 아이더 강 북쪽, 윌란반도 남쪽의 역사적 지명이다.
이 지역은 독일 북부의 슐레스비히홀슈타인주의 북부와 덴마크의 쇠네르윌란 주의 남부를 포함하는 지역을 가리키는 지명이었다. 12세기 이래 공작령이 설정되어 덴마크의 국왕은 슐레스비히의 공작위를 겸해 왔다. 1848년, 덴마크는 독일 연방이 혼란에 빠진 틈을 틈타(→1848년 혁명), 이 지역과 홀슈타인 공국을 병합하려 했다. 그 결과, 1848년부터 1850년에 걸쳐 제1차 슐레스비히 전쟁이 발발했으며, 전쟁은 1852년의 런던 의정서 체결로 마무리되었다. 런던 의정서는 슐레스비히와 홀슈타인, 두 공국은 여전히 덴마크의 국왕과 군신 관계를 유지하되, 덴마크는 두 공국과 헌법적·국제법적인 분리 상태를 유지하도록 규정하고 있었으며, 덴마크의 왕위와 두 공국의 공작위를 계승할 사람으로 후일 크리스티안 9세로 즉위할 덴마크의 왕세자 크리스티안을 지명했다.
1863년, 덴마크에서 강력한 자유주의·민족주의적 운동의 압력이 왕정에 가해졌다. 그 결과 크리스티안 9세가 마지못해 응할 수밖에 없었던 11월 헌법은 슐레스비히와 홀슈타인을 덴마크의 영토로 규정하고 있었다. 런던 의정서 위반에 따른 중대한 경고가 오스트리아 제국과 (특히)프로이센 왕국으로부터 발해졌다. 1864년, 마침내 두 공국의 장래를 둘러싼 분쟁은 제2차 슐레스비히 전쟁으로 번졌으며 덴마크는 패전하여 두 공국을 상실했다. 두 공국은 승전국인 오스트리아 제국과 프로이센 왕국이 잠시 나누어 지배하던 중, 1866년 프로이센-오스트리아 전쟁의 결과로 모두 프로이센으로 넘어갔다. 프로이센 왕국은 두 공국의 지역을 합하여 슐레스비히홀슈타인주를 창설하고 프로이센 왕국의 직접 지배하에 두었다.
1919년, 제1차 세계대전에서 독일 제국이 패하면서 덴마크인들이 많이 거주하고 있는 슐레스비히의 향배는 다시 논의의 대상으로 떠올랐다. 베르사유 조약은 이 지역의 귀속을 주민투표로 결정하도록 했다. 1920년 주민투표의 결과, 슐레스비히 북부의 주민들이 압도적 찬성으로 덴마크로의 귀속을 지지했다. 그 결과로 과거 슐레스비히라 불렸던 지역은 현재 덴마크와 독일에 의해 분할되어 있다.

## 같이 보기
- 독일 연방
- 1848년 혁명
- 런던 의정서
- 슐레스비히-홀슈타인 문제
- 오토 폰 비스마르크
- 베르사유 조약
- 아이더 강령